# Flipline Studios
Flipline Studios — американская компания по разработке игр, основанная в 2004 году, которая наиболее известна своей серией игр для тайм-менеджмента в ресторане Папы Луи. Она была основана Мэттом Неффом и Тони Солари.

## История
В 2002—2003 годах, до основания Flipline IDS, Нефф и Солари вместе работали над сайдскроллинговой RPG-игрой под названием The Mawglin.
В 2004 году Нефф и Солари сформировали Flipline IDS (сокращение от Студии интерактивного дизайна). Их первым продуктом был комикс под названием Freezing Pointe.
Freezing Pointe была прекращена в 2006 году, когда компания сосредоточилась на создании флеш-игр. Flipline IDS была переименована в Flipline Studios. Papa Louie: When Pizzas Attack! был выпущен в том же году.
7 августа 2007 года Flipline Studios представили свой веб-сайт FliplineStudios.com и выпустили свою первую игру, Papa’s Pizzeria.
Их первая игра в приложении, Papa’s Burgeria HD, был выпущен в 2012 году.

## Текущие игры

### Веб-игры

#### Серии Папы Луи
- Papa Louie: When Pizzas Attack!
- Papa’s Pizzeria
- Papa’s Burgeria
- Papa’s Taco Mia!
- Papa’s Freezeria
- Papa’s Pancakeria
- Papa’s Wingeria
- Papa’s Hot Doggeria
- Papa Louie 2: When Burgers Attack!
- Papa’s Cupcakeria
- Papa’s Pastaria
- Papa’s Donuteria
- Papa Louie 3: When Sundaes Attack!
- Papa’s Cheeseria
- Papa’s Bakeria
- Papa’s Sushiria
- Papa’s Scooperia

#### Серии Кактуса МакКоя
- Cactus McCoy and the Curse of Thorns
- Cactus McCoy 2: The Ruins of Calavera

#### Серии Стейка и Джека
- Steak and Jake
- Steak and Jake: Midnight March

#### Другие веб-игры
- Jacksmith
- Rock Garden Deluxe
- Guppy Guard Express
- Meteor Blastor

#### Удаленные веб-приложения
- Remnants of Skystone
- The Expendables 8-Bit

### Игры

#### Серии Папы Луи
- Papa’s Burgeria HD
- Papa’s Burgeria To Go!
- Papa’s Freezeria HD
- Papa’s Freezeria To Go!
- Papa’s Wingeria HD
- Papa’s Pizzeria To Go!
- Papa’s Cupcakeria To Go!
- Papa’s Cupcakeria HD
- Papa’s Taco Mia HD
- Slider Scouts
- Papa’s Taco Mia To Go!
- Papa’s Pancakeria HD
- Papa’s Pizzeria HD
- Papa’s Hot Doggeria HD
- Papa’s Hot Doggeria To Go!
- Papa Louie Pals
- Papa’s Scooperia HD
- Papa’s Scooperia To Go!
- Papa’s Pancakeria To Go!
- Papa’s Wingeria To Go!
- Papa’s Donuteria To Go!
- Papa’s Cheeseria To Go!
- Papa’s Bakeria To Go!
- Papa’s Sushiria To Go!
- Papa’s Pastaria To Go!
- Papa’s Mocharia To Go!
- Papa’s Cluckeria To Go!

- Papa’s Paleteria To Go!

### Компьютерные игры
- Papa’s Freezeria Deluxe
- Papa’s Pizzeria Deluxe